# Stenoniodes catorii
Stenoniodes catorii är en mångfotingart som beskrevs av Pocock 1897. Stenoniodes catorii ingår i släktet Stenoniodes och familjen Platyrhacidae. Inga underarter finns listade i Catalogue of Life.